# 皮亞蒙特
皮亞蒙特是哥倫比亞的城鎮，位於該國西南部，由考卡省負責管轄，距離首府波帕揚400公里，始建於1535年，面積1,149平方公里，2005年人口1,387，人口密度每平方公里1.21人。
32°08′00″S 61°59′00″W / 32.1333°S 61.9833°W